# Oakland (Burnett County)
Die Town of Oakland ist eine von 21 Towns im Burnett County im US-amerikanischen Bundesstaat Wisconsin. Das U.S. Census Bureau hat bei der Volkszählung 2020 eine Einwohnerzahl von 980 ermittelt.

## Geografie
Die Town of Oakland liegt in einer seenreichen Landschaft im Nordwesten Wisconsins und wird Nordwesten vom Yellow River durchflossen, einem linken Nebenfluss des St. Croix River. Dieser bildet die Grenze zu Minnesota und mündet in den Mississippi.
Sie erstreckt sich über eine Fläche von 85,3 km², die sich auf 67,3 km² Land- und 10,0 km² Wasserfläche verteilen.
Die Town of Oakland liegt im nördlichen Zentrum des Burnett County und grenzt an folgende Nachbartowns:
|                 | Town of Swiss                               |                   |
| Town of Union   | Kompassrose, die auf Nachbargemeinden zeigt | Town of Jackson   |
| Town of Lincoln | Town of Meenon                              | Town of Sand Lake |

## Verkehr
Der Wisconsin State Highways 35 verläuft in Nord-Süd-Richtung durch die Town of Oakland. Alle weiteren Straßen sind untergeordnete Landstraßen, teils unbefestigte Fahrwege sowie innerörtliche Verbindungsstraßen.
Durch die Town of Oakland verläuft in Nord-Süd-Richtung mit dem Gandy Dancer State Trail ein als Rail Trail bezeichneter kombinierter Wander- und Fahrradweg auf der Trasse einer stillgelegten Eisenbahnstrecke. Der Name des Wegs geht auf das Slangwort Gandy Dancer zurück, womit ein Eisenbahnarbeiter bezeichnet wurde.
Mit dem Burnett County Airport befindet sich rund 10 Kilometer südlich ein kleiner Flugplatz. Der nächste Großflughafen ist der Minneapolis-Saint Paul International Airport (175 km südsüdwestlich).

## Bevölkerung
Nach der Volkszählung im Jahr 2010 lebten in der Town of Oakland 827 Menschen in 403 Haushalten. Die Bevölkerungsdichte betrug 85,3 Einwohner pro Quadratkilometer. In den 403 Haushalten lebten statistisch je 2,05 Personen.
15,1 Prozent der Bevölkerung waren unter 18 Jahre alt, 50,2 Prozent waren zwischen 18 und 64 und 34,7 Prozent waren 65 Jahre oder älter. 48,7 Prozent der Bevölkerung war weiblich.
Das mittlere jährliche Einkommen eines Haushalts lag bei 44.868 USD. Das Pro-Kopf-Einkommen betrug 25.211 USD. 8,0 Prozent der Einwohner lebten unterhalb der Armutsgrenze.

## Ortschaften in der Town of Oakland
Innerhalb der Town gibt es zwei Siedlungen (beide mit dem Status „Unincorporated Community“):
- Oakland
- Yellow Lake

Die Verwaltung befindet sich in der außerhalb der Town, in der südlich benachbarten größeren Ortschaft Webster.